# إد مونرو
إد مونرو (بالإنجليزية: Ed Monroe) هو لاعب كرة قاعدة أمريكي، ولد في 22 فبراير 1895 في لويفيل في الولايات المتحدة، وتوفي بنفس المكان في 29 أبريل 1969.